# Districtul Germersheim
Districtul Germersheim este un Kreis în landul Renania-Palatinat, Germania.
1. 1 2 3  GeoNames